# Montserrat Tresserras i Dou
Montserrat Tresserras i Dou (Olot, Garrocha, 29 de septiembre de 1930-Ibidem, 26 de noviembre de 2018) fue una nadadora española. Primera nadadora española que cruzó el estrecho de Gibraltar y primera mujer en atravesar a nado el canal de la Mancha en ambos sentidos.

## Biografía
Fue pionera de la larga distancia y la primera nadadora, en toda España, que atravesó el estrecho de Gibraltar en 1957. También atravesó el canal de la Mancha en los dos sentidos, de Inglaterra a Francia, junto con el asturiano José Vitos (1958) y de Francia a Inglaterra (1961), y fue la primera mujer en el mundo que lo consiguió.
Además de todo eso, fue la primera mujer que hizo la travesía Concordia-Colón (Argentina-Uruguay), en 1963. En 1969 nadó de Menorca a Mallorca en 21 h y 10 min, y cruzó el lago Ness en 16 h y 13 min. En 1965 intentó la travesía Cabo de la Nave-Ibiza, pero abandonó debido a las fuertes corrientes cuando ya llegaba, después de 55 h.
Estableció, además, los récords en las travesías argentinas de Santa Fe-Coronda (1962: 8 h 20’) y Santa Fe-Rosario (1963: 27 h 45’). Fue la primera persona en hacer la unión a nado de Concordia-Colón (entre Argentina y Uruguay, 1963: 25 h 20’).
En 1970 entró en el International Marathon Swimming Hall of Fame, siendo la primera nadadora en lograrlo. Formó parte de The Channel Swimming Association como socia vitalicia y vicepresidenta. La organización otorga el premio Montserrat Tresserras Shield a los relevos masculinos (seis nadadores) que cruzan el canal de la Mancha, y de las federaciones británica e irlandesa de larga distancia. Ejerció de observadora oficial en muchos intentos de atravesar nadando el canal de la Mancha y el estrecho de Gibraltar. Además formó parte de la Comisión de Aguas Abiertas de la Real Federación Española de Natación desde 1995 hasta 2002.
En noviembre de 2011, con motivo del 50 aniversario de su doble cruce del canal, recibió un homenaje multitudinario por su dedicación a esa causa.
La "sirena de Olot", como fue denominada en muchas ocasiones, falleció en su ciudad natal, el 26 de noviembre de 2018 a los ochenta y ocho años.

## Publicaciones
Fue historiadora y divulgadora de la disciplina por lo cual se publicó el libro Nadando el Estrecho. Sus orígenes y su historia (2008) y protagonizó el libro Montserrat Tresserras, la ganadora del canal (1959).

## Premios
Ganó numerosos premios, medallas y condecoraciones, entre ellos:
- Cruz de plata de la Orden del Mérito Civil
- Real orden del Mérito Deportivo (2011).
- Medallas y Hojas de Oro y Plata de la Provincia y Ayuntamiento de Girona y la Ciudad de Figueres
- Primera Medalla de Oro al Mérito Deportivo de su ciudad natal de Olot
- Medallas de Plata y Bronce de la OS de Educación y Descanso
- Medalla de Forjadores de la Historia Esportiva de Catalunya
- Premio FIRA Gran 2000 (Generalitat)
- Challenge Picornell en Oro de la Federación Española de Natación
- Medalla de Oro de Capdepera (Mallorca)
- Trofeo a la Hazaña más destacada del Año 1963 (Uruguay)
- Medalla de Oro de Radio Barcelona,
- Medalla de Oro del Club Gimnasia y Esgrima
- Medalla de Oro al Mérito Deportivo en 1ª Clase (RCN Vigo
- Medalla al Mérito Filatélico (S. Martín de Provesals - Barcelona)
- The Audrey Scott Commemorative Award por su gran contribución a la Natación del Canal (2004).